# Lassaad Chabbi
Lassaad Chabbi (Tunis, 23 augustus 1961) is een Oostenrijks voetbaltrainer van Tunesische afkomst.

## Erelijst
US Monastir
- Coupe de Tunisie: 2020

 Raja Casablanca
- CAF Confederation Cup: 2021
- Arab Club Champions Cup: 2020

## Privé
Chabbi is de vader van voetballers Seifedin Chabbi and Nino Chabbi.